# Гадисов, Абдусалам Маматханович
Абдусалам Маматханович Гадисов (26 марта 1989, Махачкала, Дагестанская АССР, РСФСР, СССР) — российский борец вольного стиля, 4-х кратный чемпион России, 2-х кратный чемпион Европы, чемпион мира. Выступал в категории до 97 кг. Заслуженный мастер спорта России (2015). Депутат Народного Собрания Республики Дагестан VII созыва с 20 сентября 2021 года.

## Биография
Родился 26 марта 1989 года в Махачкале. По национальности — аварец. Старший брат — Махач, чемпион России по ушу-саньда. Вольной борьбой занимается с 11 лет. Окончил Махачкалинский филиал Ростовского государственного экономического университета. Представляет спорт-школу «Динамо» (Махачкала). Тренеры: Иманмурза Алиев, Али Алиев, Сагид Муртузалиев. В своё время очень сильно занялся тренажёрным залом, но вскоре понял, что на ковре важна не только силовая подготовка, но и техника. Депутат Народного Собрания Республики Дагестан VII созыва с 20 сентября 2021 года. 

## Спортивная карьера
Участник чемпионата мира 2009 года — 7-е место.
Участник Олимпиады-2012 в Лондоне — 9-е место. Во втором круге олимпийского турнира уступил чемпиону мира иранцу Резе Яздани.
«В детстве мне нравились ударные единоборства, — вспоминает Абдусалам Гадисов, — и поначалу я посещал секцию ушу-саньда и кикбоксинга, но отец предпочел, чтобы я занимался вольной борьбой, и отвел меня в спортшколу „Динамо“. На первой тренировке произошёл курьёзный случай. В зале я появился босиком — так, как было принято в секции ушу-саньда и кикбоксинга, но тренер сказал, чтобы я надел хотя бы носки. Пришедший со мной отец тут же снял с себя носки и передал их мне, в них я и провел свою первую тренировку».
Первые большие победы к Абдусаламу пришли в юниорском возрасте — в 2008 году он выиграл первенство страны, а затем и первенство мира. А до этого, когда он выступал по юношам, у него не было сколько-нибудь значимых результатов. «Тренер меня убеждал, что ничего страшного не происходит, он говорил, что, если я буду продолжать усердно тренироваться, то обязательно чего-нибудь добьюсь», — вспоминает Абдусалам.
Дебютировав среди взрослых, Гадисов сразу же стал чемпионом России, но закрепиться в роли лидера в весе до 84 кг ему не удалось. Мешала нехарактерная для борцов травма — рассечение брови, которая с ним случалась раз за разом. Возникали также проблемы с избыточным весом.
В 2011 году Абдусалам перешёл в категорию до 96 кг и стал бронзовым призёром чемпионата страны. По мнению специалистов, Гадисов был способен на большее, однако, если учесть, что он впервые выступал в новом весе, в котором к тому же собрался очень сильный состав участников во главе с олимпийскими чемпионами Хаджимурадом Гацаловым и Ширвани Мурадовым, то результат махачкалинского динамовца следует признать вполне приемлемым и обнадёживающим.
В мае 2015 года на чемпионате России по вольной борьбе в Каспийске Абдусалам Гадисов в финале оказался сильнее Владислава Байцаева и стал победителем соревнований в весовой категории до 97 кг.
На чемпионате мира 2015, который проходил в Лас-Вегасе (США), сенсационно проиграл 18-летнему дебютанту Кайлу Снайдеру в финальной схватке со счетом 5-5.
В июне, 2016 Абдусалам пытался отобраться на Олимпийские игры 2016, он должен был пройти отбор на чемпионате России 2016, но из-за инцидента между Виктором Лебедевым и Исмаилом Мусукаевым был вынужден сняться с чемпионата. После победы на Гран-При Баку в ноябре 2016 года закончил карьеру.

## Тренерская карьера
3 февраля 2024 года стало известно, что покинул поста старшего тренера юниорской сборной России (до 21 года), который он занимал на протяжении 5 лет.

## Дисквалификация
В 2023 году Гадисов дисквалифицирован на четыре года за нарушения антидопинговых правил. Все результаты спортсмена с 6 августа 2015-го по 5 августа 2019-го будут аннулированы, включая серебряную медаль, которую он завоевал на чемпионате мира-2015. Расследование нарушения антидопинговых правил велось в рамках дела о базе данных Московской антидопинговой лаборатории (LIMS).

## Достижения
- Турнир Яшара Догу 2015 — ;
- Чемпионат мира 2014 — ;
- Чемпионат Европы по борьбе (2) 2012, 2014 — ;
- Чемпионат России  (4) 2009, 2012, 2014, 2015 — ;
- Кубок мира Москва 2010 — ;
- Кубок Рамзана Кадырова 2010 — ;
- Гран-при Ивана Ярыгина 2010 — ;
- Чемпионат мира среди юниоров 2008 — ;